# Вторая Лака
Вторая Лака — деревня в Вадинском районе Пензенской области России. Входит в состав Татаро-Лакинского сельсовета.

## География
Деревня находится в северо-западной части Пензенской области, в пределах восточной окраины Окско-Донской низменности, в лесостепной зоне, на расстоянии примерно 12 километров (по прямой) к северо-западу от Вадинска, административного центра района.
Климат
Климат характеризуется как умеренно континентальный. Средняя температура воздуха самого холодного месяца (января) составляет −11,5 °C (абсолютный минимум — −44 °С); самого тёплого месяца (июля) — 19,5 °C (абсолютный максимум — 38 °С). Продолжительность безморозного периода составляет 133 дня. Годовое количество атмосферных осадков — 467 мм. Снежный покров держится в среднем 141 день.

## История
Основана в период между 1910 и 1926 годами как выселок из села Татарская Лака. По данным 1955 года в деревне располагался колхоз имени Калинина.

## Население
| 2010 |
| ---- |
| 23   |

Половой состав
По данным Всероссийской переписи населения 2010 года в гендерной структуре населения мужчины составляли 60,9 %, женщины — соответственно 39,1 %.
Национальный состав
Согласно результатам переписи 2002 года, в национальной структуре населения русские составляли 100 % из 18 чел.

## Улицы
Уличная сеть деревни состоит из одной улицы (ул. Полевая).